# ملاس مزرق
ملاس مزرق (الاسم العلمي: Leotia cyanescens) هو نوع من الفطريات يتبع جنس الملاس من الفصيلة الملاسية 